# Found Love
Found Love — студійний альбом американського блюзового музиканта Джиммі Ріда, випущений у 1960 році лейблом Vee-Jay.

## Опис
Альбом містить найбільші хіти Джиммі Ріда — «Baby What You Want Me to Do», «Big Boss Man» і «Hush Hush», а також заглавну «Found Love». Альбом складається з матеріалу, записаного під час сесій з весни 1959 до літа 1960 року, з однією піснею («I Ain't Got You»), яка була записан на сесії 1955 року. Едді Тейлор багато грає на першій гітарі, а Лефті Бейтс — в основному друга гітара, Віллі Діксон грає на басу на «Meet Me», «Big Boss Man» і «Come Love». Ерл Філліпс грає на ударних, а Мері Лі «Мама» Рід виконує бек-вокал на «Baby What You Want Me to Do».
Пісні «Where Can You Be»/«Found Love» були випущені на синглі (VJ 347) у 1960 році.

## Список композицій
1. «Baby What You Want Me to Do» (Джиммі Рід) — 2:27
2. «Found Love» (Джиммі Рід) — 2:19
3. «Meet Me» (Джиммі Рід) — 2:52
4. «I Was So Wrong» (Джиммі Рід) — 3:13
5. «Going by the River» (част. 2) (Джиммі Рід) — 2:05
6. «Big Boss Man» (Ел Сміт, Лютер Діксон) — 2:50
7. «Hush-Hush» (Джиммі Рід) — 2:38
8. «Where Can You Be» (Джиммі Рід) — 2:36
9. «I'm Nervous» (Джиммі Рід) — 2:39
10. «Going by the River» (част. 1) (Джиммі Рід) — 2:04
11. «I Ain't Got You» (Кларенс Картер) — 2:19
12. «Come Love» (Джиммі Рід) — 2:31

## Учасники запису
- Джиммі Рід — гітара, вокал, губна гармоніка
- Мері «Мама» Рід — вокал (1)
- Едді Тейлор, Вільям «Лефті» Бейтс — гітара
- Маркус Джонсон, Віллі Діксон — бас
- Ерл Філліпс — ударні